# Sócio de Alcova
Sócio de Alcova (em inglês:  Carnival of Crime; em castelhano:  Socia de Alcoba) é um filme brasileiro-argentino-estadunidense, dirigido por George Cahan, baseado no romance Sócio adormecido (The Sleeping Partner, de 1956) do escritor britânico Winston Graham.
O filme é estrelado por Jean-Pierre Aumont, Alix Talton, Tônia Carrero e Norma Bengell, além das participações de Laura Suarez e Norma Blum. O filme estreou em 5 de junho de 1962, na Argentina.

## Elenco
- Jean-Pierre Aumont como Mike Voray
- Tônia Carrero como Marina Silvera
- Norma Bengell como Modelo
- Jardel Filho como Paulo
- Norma Blum como Secretária
- Laura Suarez como Sra. Silvera (mãe de Marina)
- Alicia Bonet como Prostituta
- Paulo Monte
- Paulo Goulart
- Agildo Ribeiro
- Sadi Cabral
- Luiz Bonfá